# ЛуАЗ-2320 (ЗАЗ-2320)
ЛуАЗ-2320 (ЗАЗ-2320) — повнопривідний автомобіль особливо малої вантажопідйомності виробництва Луцького автомобільного заводу. Створений на базі ЛуАЗ-2403; на відміну від базової моделі укомплектовувався силовим агрегатом автомобіля ЛуАЗ-969М. Характерною відмінністю від інших моделей марки є самовідкидний кузов та навантажувальний пристрій.
Проєктований НТЦ «ЗАЗавтотехніка» в 1991 році як універсальний транспортний засіб для потреб селянського господарства. Крім механізму навантаження, міні-самоскид мав можливість монтажу навісного обладнання, як то подрібнювач сіна, пилорама тощо. Знаряддя кріпилось спереду автівки та приводилось в рух через вал відбору потужності.

## Технічні характеристики
Двигун — V-подібний чотирициліндровий МеМЗ-969А з об'ємом 1,2 л та потужністю 40 к.с.
Скринька передач — механічна чотириступенева.
Колісний привід — 4Х4.
Трансмісія — міжосний диференціал відсутній, наявне блокування диференціалу заднього моста та понижена передача.

## Історія
Виробництво автівки розпочалось в 1991 році. Всього за 1991-92 роки було випущено 4 примірники автомобіля, за іншими даними — 5. Остання інформація про цю модель датується 2008 роком в оголошенні продажу.